# Печера Ґазма
Печера Ґазма (азерб. Qazma mağarası) — палеолітична стоянка на території Айоцдзорського хребта(Нахічеванський район). Виявлена на території Ордубадського і Шарурського районів у 1983 році під час археологічної експедиції, організованої з ініціативи Інституту археології та етнографії Національної Академії Наук Азербайджанської Радянської Соціалістичної Республіки.
У 2008—2009 роках розкопки повторено під керівництвом археолога — А. А. Зейналова. Внаслідок розкопок загалом розкрито близько 30 м2 площі.
Довжина печери Ґазма становить 26 м, ширина − 1−6,5 м.

## Географія
Печера Ґазма розташована на відстані 3 км на північний схід від села Тананам і на північний захід від селища Гарабаглар.

## Дослідження
На території печери Ґазма у 1987—1990 роках під керівництвом А. Г. Джафарова проведено археологічні розкопки. Під час розкопок виявлено культурний шар товщиною 3 метри. Кількість знайдених культурних шарів досягає шести.
В печері виявлено 874 кам'яні знаряддя праці з обсидіану, кременю і туфу. Форма знарядь схожа з тими, що знайдено в печерах Азих і Таглар.
Предмети побуту в першому і другому культурних шарах відносяться до періодів енеоліту та середньовіччя. В нижніх шарах знайдено кам'яні вироби епохи палеоліту (культура Мустьє).
Перший культурний шар є пізньоголоценовим і включає залишки кераміки періодів енеоліту, бронзи та середньовіччя. Основу першого шару становить чорнозем товщиною 15-20 см.
Другий і третій шари, зокрема, містять дрібні уламки виробів. Другий шар складається зі світло-жовтого глинистого ґрунту. Загальна товщина другого шару становить 20-25 см.
Третій шар-складається з темно-жовтого глинистого ґрунту. Під час розкопок виявлено скам'янілості тварин. Цей шар має товщину 35-40 см.
В четвертому, п'ятому і шостому культурних шарах знайдено: остеологічний матеріал, сліди вогнища і знаряддя праці, що відносяться до культури Мустьє. В цих мустьєрських шарах печери знайдено близько 775 кам'яних артефактів. Переважно, це — вироби з обсидіану (690), кременю і кременистого сланцю.
Четвертий шар складається зі світло-жовтуватого глинистого ґрунту. Зафіксовано уламки скель і сталактитів, що випали з верхньої частини печери. Загальна товщина шару становила 25-30 см. В четвертому культурному шарі виявлено кам'яні вироби, знаряддя праці з кісток (ножі, гостроконечники, скребла, лімаси, скребки, відщепи).
П'ятий шар-складається з темно-жовтого глинистого ґрунту і, на окремих ділянках, зі світло-сірих шарів. Зафіксовано уламки гірських порід і фрагменти сталактитів. У п'ятому шарі знайдено 13 знарядь з каменю, 11 з обсидіану і 2 з кременю. Загальна товщина шару складала 30-35 см.
Шостий шар складається з темно-коричневого глинистого ґрунту. На відміну від інших шарів, у шостому шарі рідко зустрічалися фрагменти сталактитів. Особливий інтерес становлять знахідки цього шару: сліди двох вогнищ; почорнілі кістки; знаряддя праці, виготовлені з обсидіану, кременю (гостроконечники, лімаси).
В трьох мустьєрських шарах печери виявлено 353 артефакти, 54 з яких є знаряддями.
Спільними для всіх культурних шарів печери є залишки кісток таких тварин, як олень, козел, джейран, плейстоценовий осел (Asinus hydruntinus).
На території печери Ґазма виявлено понад 15 тис. кісток. Вивченням фауни займалися Д. В. Гаджієв і С. Д. Алієв. Всього налічується близько 24 видів тварин.
Основним видом діяльності мешканців печери Ґазма було полювання.